# Stomatium integrum
Stomatium integrum är en isörtsväxtart som beskrevs av L. Bol. Stomatium integrum ingår i släktet Stomatium och familjen isörtsväxter. Inga underarter finns listade i Catalogue of Life.